# Юрген Ян Янович
Ян Янович Юрген (латис. Jānis Jurgens; 28 грудня 1900, Скріверська волость Венденського повіту Ліфляндської губернії Російської імперії, тепер Скріверський край, Латвія — 18 листопада 1983, місто Рига, тепер Латвія) — латвійський радянський державний і господарський діяч, професор (1941). Депутат Верховної Ради СРСР 2—3-го скликань (1946—1954), депутат Верховної Ради Латвійської РСР 4-го скликання (1955—1959).

## Життєпис
Народився в родині найманих робітників. Навчався в Алуксненському міському училищі.
Член РКП(б) з 1919 року.
З 1919 по 1921 роки — у латвійській робітничо-селянській міліції, боєць Алуксненського радянського батальйону, червоноармієць 5-го полку Латиської дивізії на Південному фронті РСЧА, згодом — слідчий революційного трибуналу у РСЧА.
З 1922 до 1930 року — викладач Комуністичного університету національних меншин Заходу імені Мархлевського.
У 1930—1931 роках навчався на економічному факультеті Академії комуністичного виховання імені Н. К. Крупської, у 1931—1932 роках — аспірант цього ж навчального закладу.
З 1932 року — на викладацькій роботі: викладач політичної економії у Сибіру (1932—1933); викладач політекономії і основ марксизму-ленінізму при Вищій школі ОДПУ—НКВС СРСР (1933—1938); завідувач кафедри політекономії Московського дорожнього інституту (1936—1941).
На початку 1941 року був призначений інструктором Відділу шкіл ЦК КП(б) Латвії. З лютого по липень 1941 року — ректор Латвійського державного університету.
З початком німецько-радянської війни у 1941—1943 роках — завідувач кафедри Московського фармацевтичного інституту, згодом — начальник політичного відділу однієї з МТС у Молотовській області.
У 1943—1944 роках — в резерві РСЧА: політичний працівник 1-го особливого резервного латиського стрілецького полку. З серпня 1944 року — керівник лекторської групи ЦК КП(б) Латвії.
З 27 листопада 1944 до 12 вересня 1946 року — 3-й секретар ЦК КП(б) Латвії.
З вересня 1946 року — знову на викладацькій роботі: декан економічного факультету (1946—1949), проректор (1949) та ректор (з серпня 1949 до 1962 року) Латвійського державного університету.
З 1964 року — на пенсії в місті Ризі.

## Нагороди
Нагороджений орденами Леніна, Трудового Червоного Прапора, Червоної Зірки і медалями.